# ジ・エイジ
ジ・エイジ (The Age) はフェアファックス・メディア (en:Fairfax Media) 傘下のジ・エイジ・カンパニー・リミテッド (The Age Company Limited) がオーストラリア・メルボルンで発行している日刊新聞である。リベラルを標榜する。高級紙（ブロードシート）に分類される。ビクトリア州、南オーストラリア州、タスマニア州で多く購読されている。シドニーで発行されているシドニー・モーニング・ヘラルドやオーストラリアン・フィナンシャル・レビューと海外特派員や寄稿者を共有している。
なお、メルボルンで発行部数が最大の日刊新聞はニューズ・コーポレーション傘下のタブロイド紙のヘラルドサン (Herald Sun) である。